# Гонконгці
Гонконгці (кит.: 香港人; англ. Hongkongers або Hong Kong people) — люди Гонконгу.
Першими мешканцями Гонконгу були корінні селяни, такі як пунті та танка, які населяли територію до британської колонізації. 
Хоча Гонконг є домом для багатьох людей різного расового та етнічного походження, переважна більшість жителів Гонконгу мають китайське походження. Багато з них є кантонськими народами, які розмовляють мовою юе, і ведуть свій родовід до сусідньої провінції Гуандун.
Територія також є домом для інших підгруп хань, включаючи хакка, хокло, теочу (чіучоу), шанхайську, сичуаньську та тайванську. Тим часом гонконгці, які не є ханьцями, такі як британці, філіппінці, індонезійці, жителі Південної Азії та в’єтнамці становлять шість відсотків населення Гонконгу.

## Термінологія
Терміни "гонконгці" (Hongkonger і Hong Kongese) використовуються для позначення резидента Гонконгу, включаючи постійних і непостійних жителів. Згідно з Оксфордським словником англійської мови, слово Hongkonger вперше з’явилося в англійській мові в 1870 році у випуску The Daily Independent, американської газети. У березні 2014 року терміни Hongkonger і Hong Kongese були додані до Оксфордського словника англійської мови.
Навпаки, Словник американської англійської мови Мерріам Вебстер замість цього приймає назву Hong Konger. Уряди в усьому світі також віддають перевагу формі Hong Konger. У 2008 році Урядовий видавничий офіс США вирішив включити Гонконг як демонім Гонконгу до свого офіційного стилістичного довідника. У вересні 2020 року палата компаній уряду Великої Британії так само додала Hong Konger до свого стандартного списку національностей.
Всі вищезазначені терміни перекладаються кантонською мовою як один і той самий термін, 香港人 (кантонська єль: Hèung Góng Yàhn). Прямий переклад цього слова — людина Гонконгу.
Під час британської колоніальної ери такі терміни, як гонконгські китайці та гонконгські британці, використовувалися для розрізнення британського та китайського населення, яке проживало в місті.

### Статус проживання
Термін «гонконгці» найчастіше відноситься до законних жителів Гонконгу, як це визнається Основним законом Гонконгу. Основний закон Гонконгу дає точне юридичне визначення резидента Гонконгу. Згідно зі статтею 24 Основного закону, резиденти Гонконгу можуть бути класифіковані як постійні або непостійні. Непостійні резиденти – це особи, які мають право на володіння посвідченням особи Гонконгу, але не мають права на проживання в Гонконгу. Постійні жителі — це особи, які мають право на постійне посвідчення особи Гонконгу, а також право на проживання.
Основний закон дозволяє мешканцям Гонконгу отримати право на проживання за народженням або іншими способами. Наприклад, жителі Китаю можуть оселитися в Гонконзі з метою возз’єднання сім’ї, якщо вони отримають дозвіл на проїзд в одну сторону (на який може знадобитися час очікування кілька років).
Формально кажучи, уряд Гонконгу не надає власного громадянства, хоча термін «громадянин Гонконгу» використовується для позначення постійних жителів міста. Гонконг не вимагає від заявників на натуралізацію проходження мовного іспиту, щоб стати постійним жителем. Проте передбачається, що мігранти та резиденти Гонконгу розуміють свій обов’язок згідно зі статтею 24 Основного закону Гонконгу дотримуватися законів Гонконгу.